# Loki - Arnaldo Baptista
Loki – Arnaldo Baptista é um documentário biográfico brasileiro de 2008 de longa-metragem (120 minutos) dirigido por Paulo Henrique Fontenelle e produzido pelo Canal Brasil sobre a vida e a obra de Arnaldo Baptista, líder e fundador da banda Os Mutantes. Além do próprio Arnaldo Baptista, vários artistas que acompanharam e participaram da trajetória dos Mutantes e da posterior carreira solo do músico, prestam longos e emocionados depoimentos: Tom Zé, Sérgio Dias (irmão de Arnaldo), Gilberto Gil, Roberto Menescal, Liminha. Os fãs mais recentes como Lobão, Sean Lennon e Devendra Banhart – que afirma que os Mutantes são melhores que os Beatles, além de Kurt Cobain (que aparece falando dele numa cena) e o crítico Nelson Motta também prestam sua homenagem. Pela família falaram a mãe de Arnaldo, a pianista clássica Clarisse Leite; a segunda mulher, a atriz Martha Mellinger (com quem teve um filho) e a atual companheira Lucinha Barbosa. A ex-mulher e ex-cantora dos Mutantes Rita Lee, contudo, negou-se a participar dos depoimentos, embora tenha concordado em ceder imagens em que ela aparece, para o filme.
Na parte final o documentário registra a volta dos Mutantes em 2006 (com Zélia Duncan no lugar de Rita Lee), com destaque ao show em homenagem à Tropicália realizado no Barbican Centre, em Londres e o show em 2007, no aniversário de São Paulo.
O filme foi exibido em 2008 no Festival do Rio e na Mostra Internacional de Cinema de São Paulo, ganhando o prêmio de Melhor Documentário - Júri Popular em ambas as ocasiões. Arnaldo compareceu às sessões e foi ovacionado pelo público.
Na trilha-sonora são ouvidos vários clássicos dos Mutantes, como Qualquer Bobagem, Ando Meio Desligado, Balada do Louco, Top Top, Tecnicolor e Panis et Circenses, algumas delas em versões raras, além de músicas da primeira banda de Arnaldo Baptista, O’Seis; de sua carreira solo; e de outros projetos idealizados pelo compositor, como a peça de teatro Heliogábalo, da qual foi diretor musical, e os grupos Patrulha do Espaço e Unziotro.
Em circuito comercial Loki foi lançado em 19 de junho de 2009.

## Enredo
O filme começa mostrando Arnaldo na atualidade, pintando quadros em sua casa em Juiz de Fora (MG). Ele e o irmão relembram a infância e o início da carreira de músicos, acompanhando o irmão mais velho Cláudio que queria montar uma banda de rock. É dito que Arnaldo vendeu um "dólar de ouro" para comprar seu primeiro contrabaixo. Na escola, eles conheceram Rita Lee, que tinha uma banda só de mulheres. Como eles consideravam que tocavam bem e cantavam mal e que elas cantavam bem e tocavam mal, os grupos acabaram por se mesclar, com Rita Lee se tornando a principal vocalista da nova banda que surgiu: Os Mutantes. Os irmãos dizem que a presença de Rita os diferenciava de outras bandas de rock, principalmente nas roupas que usavam.
É analisado o momento fundamental da carreira de "Os Mutantes", quando concordaram em se apresentar acompanhando Gilberto Gil cantando "Domingo no Parque" no III Festival da Canção de 1967, um dos eventos televisados de maior audiência no país, na época. O baterista Cláudio não concordou com a ideia, pois achava que a música não era rock (e não se apresentou) mas Arnaldo deixa claro numa entrevista dada no programa, que queria partir para um som basicamente nacional, o que significaria se afastar da influência do rock internacional que na época caracterizava a Jovem Guarda. Reconhecidos internacionalmente, eles se apresentaram na Europa em 1970, na mesma época em que Gil e Caetano Veloso estiveram exilados em Londres. A partir desse momento, os integrantes da banda e principalmente Arnaldo mergulharam nas experimentações de drogas tais como o LSD, o que prejudicaria irreversivelmente a convivência dos integrantes e a qualidade das apresentações, conforme lamenta Liminha, um dos componentes da época (ele entrara em 1971, juntamente com o baterista Dinho). Nesse momento Os Mutantes começaram um som mais progressivo, o que teria desagradado Rita Lee e levou a que abandonasse o grupo. Essa hipótese não é totalmente tida como a única explicação da saída da cantora. Arnaldo diz com ressentimento que Rita apoiou sua primeira internação em uma clínica psiquiátrica e que depois disso ele ficou marcado no meio, não conseguindo mais apoio dos companheiros, gravadoras e da própria mídia para prosseguir com sua carreira musical. Um dos músicos que participaram da gravação do álbum solo de Arnaldo, Lóki (1974), diz que tinha receio de entrar para o projeto e relutou quando recebeu o convite do músico, pois sabia dos desequilíbrios dele. Acabou seguindo a intuição de que seria um "álbum histórico", o que foi confirmado por estudiosos como Nelson Motta. Nas composições desse álbum, Arnaldo deixa claro sua dor pela separação de Rita e o fim de seu casamento e dos Mutantes logo a seguir.
São mostradas cenas dos projetos posteriores de Arnaldo, como a formação do grupo Patrulha do Espaço. Até que sua carreira em declínio é interrompida quando, ao ser internado pela quinta vez na ala psiquiátrica de um hospital em São Paulo em 1982, ele não aguentou e saltou da janela do terceiro ou quarto andar do prédio, no dia do aniversário de Rita, conforme ele conta amargamente. No entanto, a família de Arnaldo chegou a processar o hospital, alegando a falta de grades na janela e que ele teria tentado fugir dos médicos e caiu acidentalmente. De qualquer modo ele sofreria graves lesões cerebrais e ficaria em coma por dois meses. Foi nesse momento que sua companheira atual, a ex-tiete Lucinha, começou a acompanhar o tratamento e nunca mais saiu de seu lado. 

       
Depois desse momento difícil, com Arnaldo e Lucinha sofrendo também problemas financeiros dada a dificuldade de receberem os direitos autorais, o casal assistiria ao renascimento do interesse pelos Mutantes a partir de citações de vários artistas internacionais importantes, tais como David Byrne e Kurt Cobain, sendo que este tentou se encontrar com o Arnaldo em 1993 mas não conseguiu. Até que Sean Lennon (que faria o trabalho artístico do álbum Tecnicolor, que era para ser lançado em 1970 mas só o foi em 2000, com as canções em novas roupagens) convidou Arnaldo para uma apresentação em um show no Brasil em 2000. Ele não sabia mas foi a primeira apresentação de Arnaldo em vários anos. Com o interesse renovado pelas suas canções, o irmão Sérgio se juntaria a Arnaldo e à cantora Zélia Duncan e relançariam o grupo Os Mutantes, se apresentando em Londres de 2006 e no Brasil em 2007, com Arnaldo totalmente a vontade com o palco e o público.